# Never Gonna Dance Again
Pistes de Change
About You Now Denial
Never Gonna Dance Again est une chanson pop produite par les Xenomania pour le cinquième album des Sugababes, Change. Un temps annoncé comme le troisième single à être extrait de cet album, faisant suite à Change, il semble donc acquis que le troisième single sera Denial.
Keisha Buchanan, une des membres du groupe avait déclaré lors d'une interview télévisée :
" Il y a deux ans, on avait enregistré une chanson qui s'appelait Never Gonna Dance Again, mais à l'époque nous n'avons pas choisi de l'utiliser, mais aujourd'hui, après avoir bien entendu réécrit des passages pour Amelle qui a maintenant remplacé Mutya, lorsque nous l'avons réécouté à nouveau, on s'est effectivement dit "wahou, c'est trop bien", jusqu'à même en conclure que c'était une de nos favorites de l'album."
Au fil de l'interview, elle dit également :
"Comme je l'ai dit juste avant, Never Gonna Dance Again ferait un excellent single."